# Francisco de Ávila
Francisco de Ávila (Ávila, 1548 - Roma, 20 de janeiro de 1606) foi um cardeal do século XVII

## Biografia
Nasceu em Ávila em 1548?, Espanha. Filho de Garci Báñez de Múxica Bracamonte e Maria de Velasco Delagila. Seu irmão, Diego de Bracamonte, foi decano da Catedral de Ávila desde as últimas décadas do século XVI até sua morte em 1614. Ele também está listado como Francisco Dávila y Guzmán; como Francisco Dávila Mújica y de Garcibáñez de Mújica y Bracamonte; e como Francisco Guzmán. Em "Actis Consistorialis" seu nome aparece como Franciscus de Muxica et Avila de Guzman.
Estudou no Colégio de Santiago, Universidade de Salamanca, 1565; no colegial legista , Colégio Maior de Cuenca, Salamanca (1567-72); seu reitor, 1571-1572. Obteve o bacharelado em teologia.
Cônego do cabido da catedral de Toledo; depois arquidiácono. Inquisidor de Toledo. Comissário geral da Cruzada, 1589-1596. Consultor do Conselho Supremo da Inquisição Espanhola.
Criado cardeal sacerdote no consistório de 5 de junho de 1596; recebeu o chapéu vermelho em 8 de junho de 1596; e o título de S. Silvestro in Capite, 21 de abril de 1597. Protetor da Espanha perante a Santa Sé. Optou pelo título de S. Croce in Gerusalemme, em 8 de janeiro de 1599. Participou do conclave de março de 1605, que elegeu o Papa Leão XI. Participou do conclave de maio de 1605, que elegeu o Papa Paulo V.
Morreu em Roma em Sexta-feira, 20 de janeiro de 1606, às 20h, Roma. Enterrado em seu título, S. Silvestro in Capite; posteriormente, transladado ao túmulo de seus antepassados em Ávila, Espanha